# Maxime Giry
Maxime Giry, né le 16 septembre 1999 à Grens, en Suisse, est un wakeskateur professionnel franco-suisse. Il évolue en équipe en France depuis 2017. Il est sacré Champion du Monde U19 en 2019. Il est le Champion d'Europe et de France en titre, depuis deux années consécutives.

## Nominations
- Tricks of the year Wakeboarding Magazine 2020[2]
- Athlete of the year Fédération française de ski nautique et de wakeboard 2019[3]
- Fair-Play & Champions Européens et Mondiaux 2019[3]

## Carrière Sportive
Maxime découvre le wakeskate dès l’âge de 12 ans, sur le Léman, à Genève. Le wakeskate et le wakeboard n’étant pas des sports très développés en Suisse, Maxime pratique la plupart du temps avec son père, en France.
Pratiquant le skateboard également il se tourne vers le téléski nautique, qui ressemble plus à un skatepark sur l'eau. Il commence la compétition en 2014 en décrochant le titre de champion Rhône-Alpes. En 2015 il participe à son premier championnat de France où il finit 3e. En 2018 il gagne le championnat de France U19 et termine 2e en open. Pour ses premiers Championnats d'Europe, il décroche le titre de Vice champion d'Europe dans les deux catégories U19 et open.
En parallèle à sa carrière sportive, il poursuit et termine ses études de dessinateur en bâtiment en 2019. La même il enchaine les podiums jusqu'à être sacré Champion du Monde U19 en 2019, en Argentine. Il gagne le Championnat d'Europe deux fois d'affilée en Pologne et Allemagne dans la catégorie phare, open. Idem pour les championnats de France.
Maxime participe à de nombreux projets vidéos internationaux, tels que "How we doin" produit par Ascending Works, "6@7," produit par Watermonsters et qui est un des meilleurs films de wakeskate jamais réalisé[réf. nécessaire]. Il a aussi récemment réalisé "Alles Gut" et participé avec Jules Charraud à la réalisation de "Winch for dayz" produit par Soöruz.

## Palmarès
- Champion d'Europe OPEN 2021[4]
- Champion de France OPEN 2021[10]
- West Contest 2021
- Champion de France 2020[11]
- West Contest 2020
- Champion d'Europe OPEN 2019[12]
- Vice-champion de France OPEN 2019
- 4e Junction Fonction 2019
- Championnat du Monde OPEN 2019[13]
- Champion du Monde U19 2019[13],[14]
- Vice-champion d'Europe OPEN 2018
- Vice-champion d'Europe U19 2018[15]
- Champion de France U19 2018
- Vice-champion de France OPEN 2018
- 5e Championnat du Monde WWA OPEN 2017